# 凯拉斯科
凯拉斯科（義大利語：Cherasco），是意大利库内奥省的一个市镇。总面积81平方公里，人口8428人，人口密度104.0人/平方公里（2009年）。ISTAT代码为004067。

## 友好城市
- 以色列迦特镇
- 法國瓦尔河畔维拉尔
- 德国默克米尔 2001年
- 匈牙利皮利什乔包（英语：Piliscsaba） 2005年
- 羅馬尼亞切法 2006年
- 保加利亚阿克薩科沃 2009年